# Хосе де Еспронседа
Хосе де Еспронседа (шп. José de Espronceda; Алмендралехо, 25. март 1808 — Мадрид, 23. мај 1842) је био шпански песник, један од најистакнутијих представника шпанског романтизма.

## Биографија
Хосе де Еспронседа је рођен у шпанском граду Алмендралеху 1808. године. Студирао је на Факултету Светог Матеа у Мадриду. Он и његови пријатељи Вентура де ла Вега и Патрисио де ла Ескосура основали су тајно друштво Нуматинос (1823 — 1825) како би осветили смрт Рафаела дел Риега. Након што су га пријатељи издали 1825. протеран је у један манастир близу Гвадалахаре где је провео пет година. После тога је путовао у Португал, Белгију, Холандију, Француску и Енглеску - где се заљубио у Терезу, кћерку либералног пуковника у изгнанству Епифанија Манче. Учествовао је у таласу револуција 1830. године. Недуго након тога Тереза се по заповести свога оца удала за трговца Гиљерма де Амоа; упркос томе поново су се срели у Паризу 1833. године одакле су се, заједно са другим либералима, вратили у Шпанију захваљујући амнестији проглашеној због смрти краља Фернанда VII исте године. Тереза се 1838. године опростила од Еспронседе и недуго затим умрла.
Од тог тренутка Еспронседа се посветио политици и новинарсту. Године 1841. именован је за секретара шпанског конзула у Хагу, а недуго затим изабран је за заступника напредњака у Алмерији. Године 1842. изабран је за посланика у Генералном Кортесу испред Напредњачке партије. Исте године умро је од дифтерије, непосредно пред венчање са Бернардом де Беруетом.

## Дело
Током боравка у манастиру и на охрабривање Алберта Листа, севиљанског ерудите и песника, започео је писање епске песме „Пелеј“ ("El Pelayo") коју је оставио недовршеном. Касније је написао историјску новелу „Санчо Салдања или Шпанац од Куељара“ ("Sancho Saldaña o el castellano de Cuéllar"). Године 1840. написао је један том Поезија који је имао велики успех и утицај. Теме ове збирке су задовољство, слобода, љубав, разочарање, смрт, отаџбина, туга, сумња, друштвена побуна, итд.
Еспронседа се сматра песником шпанског романтизма због свог бајроновског темперамента. У његовој поезији је присутан утицај Лорда Бајрона, пре свега у двема најдужим наративним поемама: Студент из Саламанке (El estudiante de Salamanca) - на тему донжуановског завођења - која се сматра најбољом песмом 19. века у жанру роматичарске легенде и недовршена Ђавољи свет (El Diablo Mundo, 1841), хетерогена филозофска поема у којој се човек описује као невино природно биће које пати због друштвене стварности и њених зала. Она садржи познату „Песму Терези“ ("Canto a Teresa"), посвећену његовој љубавници Терези Манчи, која се сматра једном од најлепших љубавних елегија. Такође је написао велики број кратких песама сакупљених под називом Песме (Canciones), међу којима се као најпознатија истиче „Гусарева песма“ ("Canción del pirata"); такође се истичу „Код Харифе на пијанци“ ("A Jarifa en una orgía"), „Џелат“ ("El verdugo"), „Просјак“ ("El mendigo"), „Сужањ смрти“ ("El reo de muerte") и „Козачка песма“ ("Canción del cosaco"). Све ове песме су надахнуте људима маргинализованим и отуђеним од друштва и са њима се по први пут појављује јасно уобличена социјална тема у шпанској лирици.